# 球權輪替
球權輪替規則是在籃球比賽中，以發界外球代替跳球，使球成為活球的一種方式。第一節開始的跳球後，未獲得控球的隊伍則擁有下一次的球權，進而開始球權輪替的程序，當新的一節開始時，由獲得球權的隊伍於記錄台對面中線延伸處發界外球，並遵循此程序直到比賽結束。(DATA:offical basketball rules by the FIBA 2004)